# Podmoky (okres Nymburk)
Podmoky jsou obec v okrese Nymburk ve Středočeském kraji. Leží asi jedenáct kilometrů severovýchodně od města Poděbrady. Žije v nich 205 obyvatel.

## Historie
První písemná zmínka o obci pochází z roku 1305.
Ve vsi Podmoky (525 obyvatel) byly v roce 1932 evidovány tyto živnosti a obchody: hospodářské strojní družstvo, 3 hostince, 2 koláři, kovář, obuvník, 2 švadleny (matka s dcerou Jiravovy), cestář (František Jirava), 4 rolníci, 2 obchody se smíšeným zbožím, spořitelní a záložní spolek pro Podmoky, 2 trafiky.

## Obyvatelstvo
| Rok            | 1869 | 1880 | 1890 | 1900 | 1910 | 1921 | 1930 | 1950 | 1961 | 1970 | 1980 | 1991 | 2001 | 2011 | 2021 |
| -------------- | ---- | ---- | ---- | ---- | ---- | ---- | ---- | ---- | ---- | ---- | ---- | ---- | ---- | ---- | ---- |
| Počet obyvatel | 429  | 500  | 479  | 521  | 590  | 579  | 525  | 340  | 253  | 231  | 211  | 185  | 166  | 183  | 201  |
| Počet domů     | 62   | 69   | 70   | 76   | 93   | 98   | 109  | 111  | 97   | 89   | 73   | 82   | 62   | 75   | 84   |

## Obecní správa

### Územněsprávní začlenění
Dějiny územněsprávního začleňování zahrnují období od roku 1850 do současnosti. V chronologickém přehledu je uvedena územně administrativní příslušnost obce v roce, kdy ke změně došlo:
- 1850 země česká, kraj Jičín, politický i soudní okres Poděbrady[7]
- 1855 země česká, kraj Čáslav, soudní okres Poděbrady
- 1868 země česká, politický i soudní okres Poděbrady
- 1939 země česká, Oberlandrat Kolín, politický i soudní okres Poděbrady[8]
- 1942 země česká, Oberlandrat Hradec Králové, politický okres Nymburk, soudní okres Poděbrady[9]
- 1945 země česká, správní i soudní okres Poděbrady[10]
- 1949 Pražský kraj, okres Poděbrady[11]
- 1960 Středočeský kraj, okres Nymburk
- k 1. lednu 1980 Středočeský kraj, okres Nymburk, obec Opočnice[12]
- k 1. lednu 1992 Středočeský kraj, okres Nymburk[12]
- 2003 Středočeský kraj, okres Nymburk, obec s rozšířenou působností Poděbrady

### Obecní symboly
Znak a vlajka byly obci uděleny rozhodnutím předsedy Poslanecké sněmovny Parlamentu České republiky dne 21. dubna 2020.

## Doprava
Dopravní síť
- Pozemní komunikace – Obcí prochází silnice II/324 Hradec Králové - Nový Bydžov - Městec Králové - silnice I/32, okrajem území obce vede silnice I/32 Libice nad Cidlinou - Jičín.

- Železnice – Železniční trať ani stanice na území obce nejsou.

Veřejná doprava 2025
- Autobusová doprava – V obci měly zastávky autobusové linky 538 v trase Městec Králové, nám. - Podmoky, ObÚ - Velenice - Číněves - Dymokury - Křinec, nám.; linka 541 v trase Nymburk, hl. nádr. - Budiměřice - Netřebice - Úmyslovice - Senice - Okřínek, prodejna - Vrbice, U Váhy - Podmoky, U Kovárny - Městec Králové, nám. - Běrunice - Kněžičky - Dlouhopolsko; linka 542 v trase Poděbrady, žel. st. - Choťánky, Vystrkov - Senice - Okřínek, prodejna - Vrbice,U Váhy - Podmoky, ObÚ - Velenice - Číněves - Dymokury - Rožďalovice,Ledečky - Křinec,Nové Zámky - Rožďalovice, nám.; linka 599 v trase Městec Králové, nám. - Podmoky, U Kovárny - Vrbice, U Váhy - Opočnice - Hradčany - Žehuň - Dobšice - Dobšice, Libněves

## Pamětihodnosti
- Kostel svatého Bartoloměje[14]
- Pomník parašutistům skupiny Silver A - v noci z 28. na 29. prosince 1941 byli u Podmok vysazeni parašutisté Alfréd Bartoš a Jiří Potůček ze skupiny Silver A. Na místě se nachází pomník.[15][16]

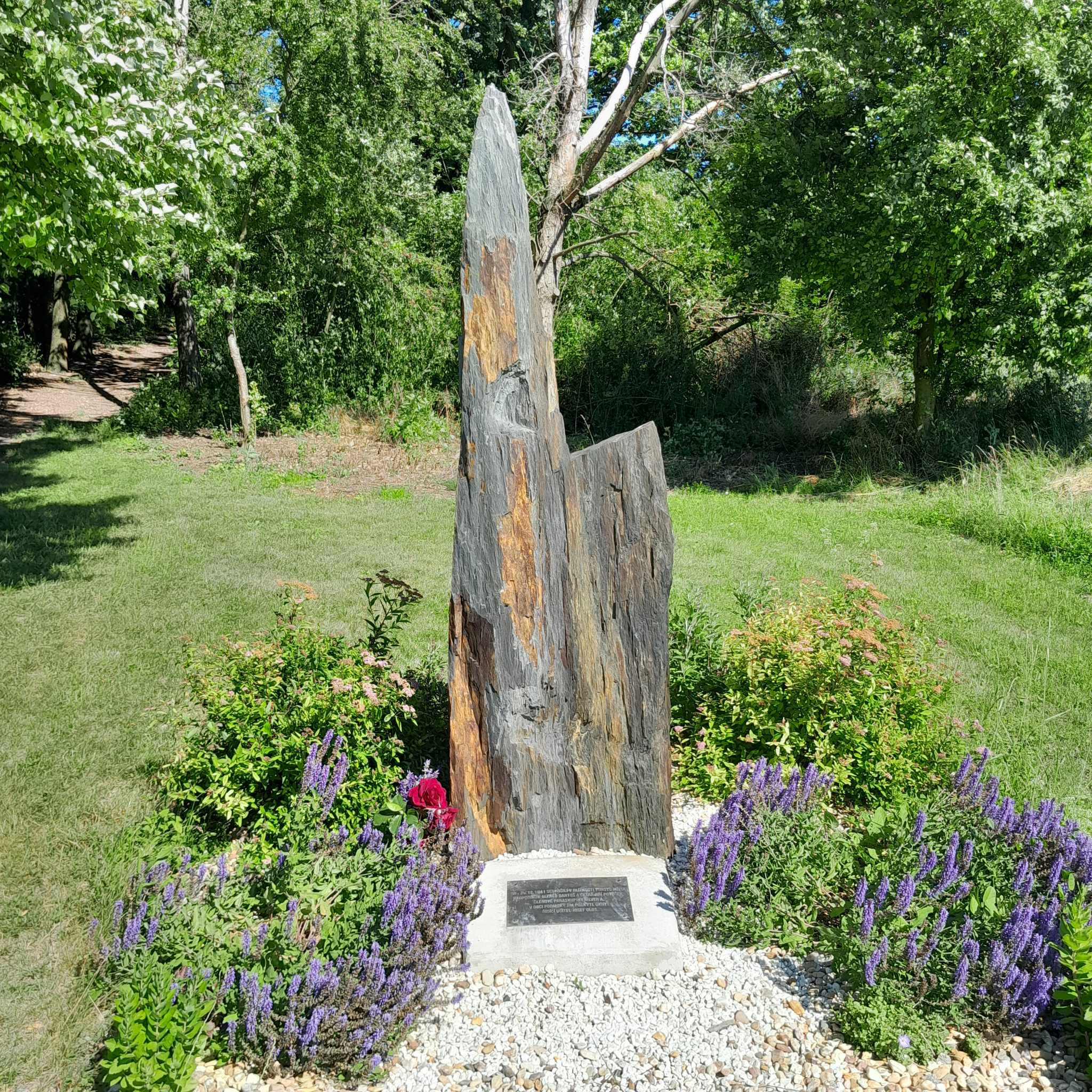
Památník v místě seskoku Alfréda Bartoše a Jiřího Potůčka u Podmok
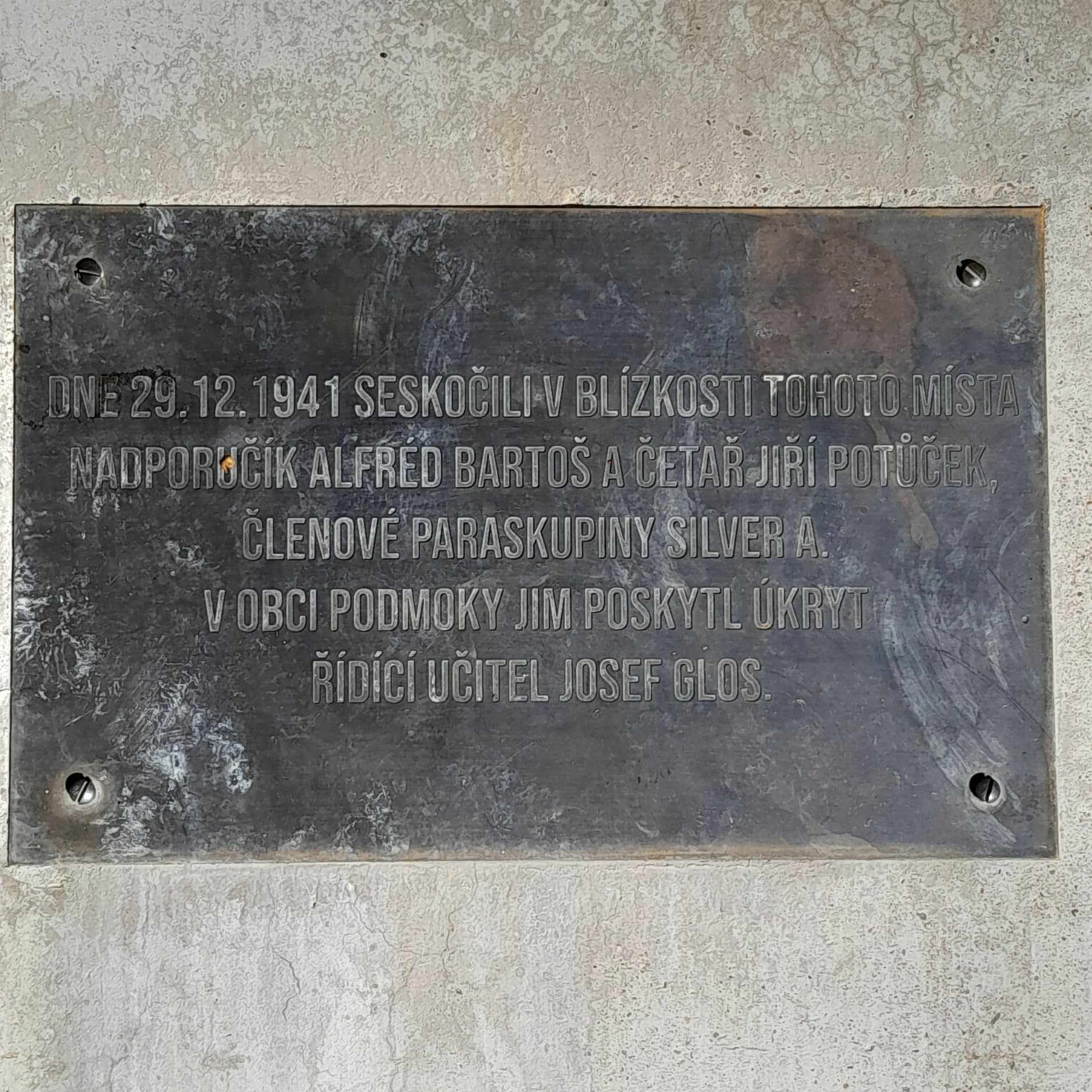
Pamětní deska na památníku v místě seskoku Alfréda Bartoše a Jiřího Potůčka u Podmok

## Osobnosti
- Josef Chvalovský (1896–1986), československý legionář, účastník protinacistického odboje, důstojník československé armády